# Luis Aponte Martínez
Luis Aponte Martínez, né le 4 août 1922 à Lajas au Porto Rico et mort le 10 avril 2012 à San Juan est un  cardinal portoricain, archevêque de San Juan de Porto Rico de 1964 à 1999.

## Biographie

### Prêtre
Luis Aponte Martínez suit sa formation aux États-Unis, au grand séminaire de Boston. il est ordonné prêtre le 10 avril 1950 pour le diocèse de Ponce (Porto Rico).

### Évêque
Nommé évêque auxiliaire de Ponce le 23 juillet 1960, il est consacré le 12 octobre suivant par le cardinal Francis Spellman. Il est ainsi le premier évêque natif de l'île.
Le 16 avril 1963, il est nommé évêque coadjuteur de ce même diocèse et en devient l'évêque titulaire le 18 novembre suivant.
Un an plus tard, le 4 novembre 1964, il est nommé archevêque de l'archidiocèse de San Juan de Puerto Rico. Il reste à ce poste plus de 34 ans, se retirant pour raison d'âge le 26 mars 1999.

### Cardinal
Il est créé cardinal par le pape Paul VI lors du consistoire du 5 mars 1973 avec le titre de cardinal-prêtre de S. Maria Madre della Providenza a Monte Verde. Il est ainsi le premier et unique cardinal natif de l'île.
La durée de son cardinalat est de 39 ans et 36 jours, de mars 1973 à avril 2012.

## Succession apostolique
Luis Aponte Martínez a ordonné les évêques suivants :
- Évêque Miguel Rodriguez Rodriguez (de), C.SS.R. (1974)
- Évêque Ulises Aurelio Casiano Vargas (en) (1976)
- Évêque Enrique Manuel Hernández Rivera (de) (1979)
- Évêque Héctor Manuel Rivera Pérez (de) (1979)
- Évêque Hermín Negrón Santana (de) (1981)
- Évêque Rubén González Medina (en), C.M.F. (2001)